# Hushanmuren

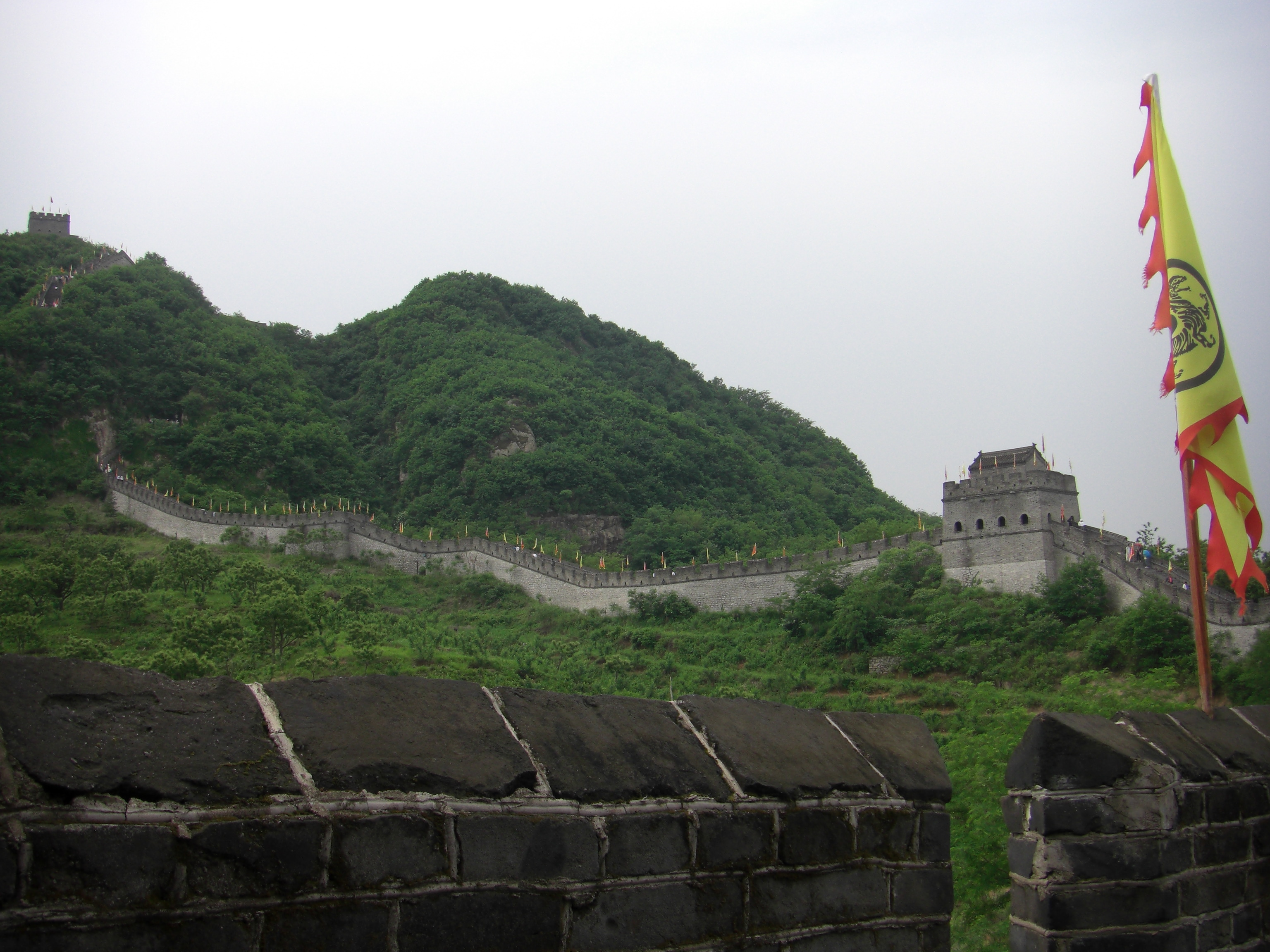
Den nyuppbyggda Hushanmuren vid gränsen mellan Kina och Nordkorea.

Hushanmuren eller Tigerbergsmuren (虎山长城; Hǔshān chángchéng) är den östra änden av kinesiska muren från Mingdynastin. Hushanmuren ligger i norra delen av Dandong i Liaoning vid floden Yalu på den kinesiska sidan om gränsen mot Nordkorea.
Hushanmuren byggdes under kejsar Chenghuas regeringstid och byggdes 1469 alternativt 1479. Försvaret av Hushanmuren under Mingdynastin låg under Liaodonggarnisonens ansvarsområde. Hushanmuren byggdes av blandade material såsom trä, jord och stenar och har till stor del förstörts genom århundradena. Ruinerna efter Hushanmuren hittades 1989 och efter utgrävningar gjordes 1992 en fullskalig renovering av 1 200 meter av muren.
I många texter tillskrivs felaktigt Shanhaipasset i Hebei som den östra änden av Mingdynastins mur, vilket är en kvarleva från Qingdynastin som inte ville nämna muren i Liaoning eftersom den var byggd för att skydda Kina mot manchuerna.